# Tahcabo
Tahcabo är en ort i Mexiko.   Den ligger i kommunen Calotmul och delstaten Yucatán, i den östra delen av landet, 1 200 km öster om huvudstaden Mexico City. Tahcabo ligger 17 meter över havet och antalet invånare är 460.
Terrängen runt Tahcabo är mycket platt. Runt Tahcabo är det glesbefolkat, med 16 invånare per kvadratkilometer. Närmaste större samhälle är Tizimín, 12,0 km nordväst om Tahcabo. Trakten runt Tahcabo består till största delen av jordbruksmark.